# Alexis Tiouka
 (mai 2025).
Alexis Tiouka est un juriste spécialisé en droit autochtone et élu de la commune Awala-Yalimapo. Il est né à Mana le 17 juillet 1959 et décédé le 4 décembre 2023 à Montpellier. Il est le frère de Félix Tiouka. Il est notamment connu pour avoir dénoncé les pratiques de « homes indiens » en Guyane française.

## Publications
- Alexis Tiouka et Hélène Ferrarini, Petit guerrier pour la paix, Ibis Rouge, 2017 (ISBN 9782375205334)
- Hélène Ferrarini et Alexis Tiouka, Allons enfants de la Guyane: éduquer, évangéliser, coloniser les Amérindiens dans la République, Anacharsis, coll. « Les ethnographiques », 2022 (ISBN 979-10-279-0443-3)